# Imperivm
Imperivm és una saga de 6 videojocs desenvolupats per l'empresa Haemimont Games i distribuïts per FX Interactive. També inclouen el mode "Real Time Conquest" (Conquesta en temps real).
Els jocs que constitueixen la saga en principi són:
- Imperivm: La Guerra de la Galias.
- Imperivm II: La Conquista de Hispania.
- Imperium III: Las grandes batallas de Roma.
- Imperivm Civitas: que tracta de dirigir, construir i protegir una ciutat romana.
- Imperivm Civitas II.
- Imperivm Civitas III.

## Història
Els jocs es basen en l'època de l'Imperi Romà, les seves grans expansions i conquestes com a objectiu que la història de l'antiguitat fos divertida i apassionant.
- La primera entrega tracta de la Guerra de les Gàl·lies en què Caio Juli Cèsar, cònsol de la República Romana viatja fins a la Gàl·lia per estendre el territori romà. Es pot escollir entre dues civilitzacions: romans i gals amb llurs respectives unitats.
- La segona entrega tracta de la conquesta de territori hispà. Durant el tercer segle aC Roma i Cartago dominaven el món. El general de Cartago Aníbal planeja entrar cap a Itàlia a través de la península Ibèrica, mentrestant, el senat romà encarrega a Escipió l'Africà la conquesta d'Hispània, tenint conquerida anteriorment la província de Tàrraco, avançar vers el sud fins a arribar al nord d'Àfrica i d'allà a Cartago.
- En la tercera part no hi ha campanya, però sí batalles que passaren a la història com la de Zama, el setge de Numància, la conquesta d'Alèsia, d'Egipte, Britànnia i defensar-se de Germània.